# Frédéric Bierry
Pour les articles homonymes, voir Bierry.
Frédéric Bierry, né le 21 avril 1966 à Strasbourg, est un homme politique français, membre de l'UMP puis des Républicains.
Il est maire de Schirmeck de 1995 à 2015, président du Conseil départemental du Bas-Rhin de 2015 à 2020 et président du Conseil départemental d'Alsace depuis le 2 janvier 2021.

## Biographie
Né en avril 1966 à Strasbourg, et issu d'une famille welche originaire de la vallée de la Bruche, Frédéric Bierry a quinze ans lorsqu’il décide qu’il fera de la politique, alors que ses parents, ouvriers dans une entreprise textile de la vallée, se retrouvent au chômage.
Diplômé d'une maîtrise en droit privé et ancien professeur de sciences économiques et sociales, Frédéric Bierry est père de trois enfants. Il entre en politique en 1993 comme attaché parlementaire du député UMP Alain Ferry puis de Laurent Furst.
Ancien président du Parti radical 67, il est maire de Schirmeck de 1995 à 2015, et élu au conseil général du Bas-Rhin en 2004 et réélu en 2011 dans le canton de Schirmeck.
Il est élu le 29 mars 2015 conseiller départemental du Bas-Rhin dans le canton de Mutzig, en binôme avec Frédérique Mozziconacci (DVD), avec 63 % des voix.
Le 2 avril suivant, il est élu à la présidence du conseil départemental du Bas-Rhin où il est le seul candidat de la majorité de droite. Il succède à l'UMP Guy-Dominique Kennel qui a assuré la présidence de mars 2008 à avril 2015.
En septembre 2016, il est nommé avec plusieurs personnalités délégué général au projet de la campagne de Bruno Le Maire pour la primaire présidentielle des Républicains de 2016.

## Actions au conseil départemental
Frédéric Bierry prône une politique de développement équitable et équilibrée des territoires, qui consiste dans l’alliance d’une métropole strasbourgeoise forte portée par des territoires forts. Il émet des réserves sur certaines dispositions des lois de l’Acte 3 de la décentralisation (loi NOTRe et loi MAPTAM) qui favorisent les métropoles au détriment de la périphérie et éloignent les centres de décision des populations.
Le conseil départemental adopte une politique budgétaire de sobriété pour faire face à la baisse importante des dotations de l’État au détriment des collectivités, qui représente 70 millions d’euros par an de moins dans le budget de fonctionnement du département du Bas-Rhin. Il engage dès 2015 une baisse importante des dépenses de fonctionnement et parvient à maintenir le budget de la collectivité ainsi que les investissements à leur niveau antérieur, sans augmentation d’impôts en 2016 et 2017,.
En 2015, la politique d'insertion et de contrôle menée par le département permet le retour à l’emploi de 3 000 allocataires du RSA, soit près de 12 % de la baisse nationale pour le seul département du Bas-Rhin. Fin 2016, Frédéric Bierry annonce la mise en place d’un plan départemental pour l’emploi, qui doit permettre le retour à l’activité de 10 000 chômeurs allocataires du RSA d’ici 2018.
Dès 2015, le conseil départemental lance les « assises de l’engagement ». Cette démarche a pour objectif d’amener tous les Bas-Rhinois à s’engager davantage dans des actions citoyennes.
En 2017, le département met notamment en place les contrats départementaux en partenariat avec les communes, les intercommunalités, les entreprises, les associations et les citoyens.
Seul candidat à la présidence, il est élu par 75 voix sur 79 votants, président de la nouvelle Collectivité européenne d'Alsace, le samedi 2 janvier 2021.

## Mobilisation pour l'Alsace

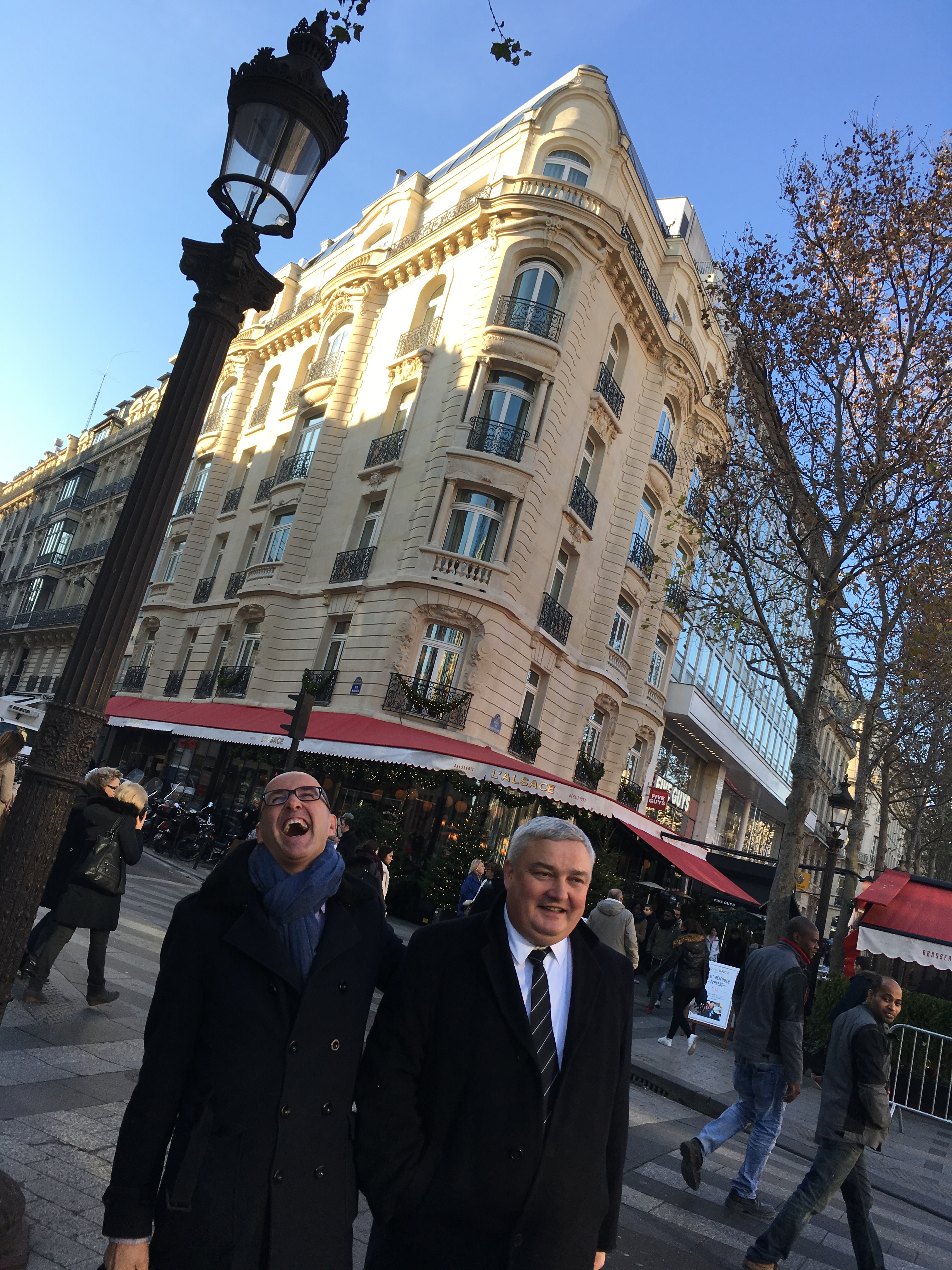
Frédéric Bierry et Éric Straumann devant la Maison de l'Alsace

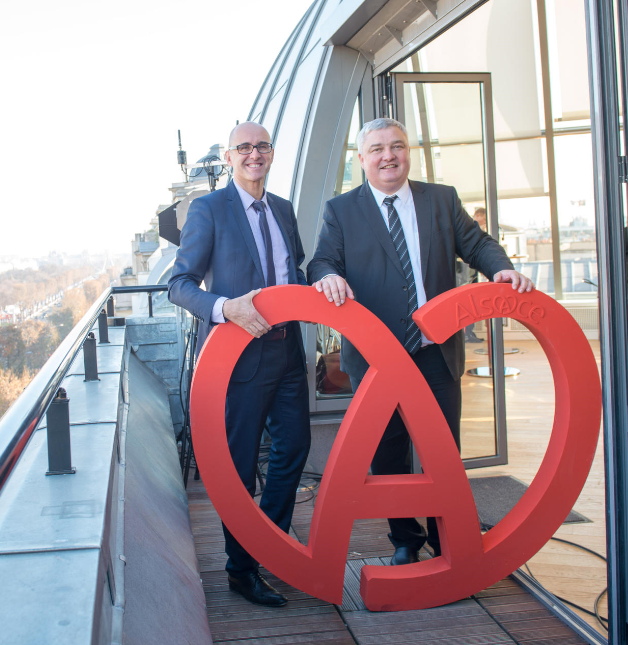
Frédéric Bierry et Éric Straumann lors de l'inauguration de la Maison de l'Alsace

Un an après la mise en œuvre de la réforme (loi NOTRe), Frédéric Bierry a souhaité répondre aux interpellations des Alsaciens inquiets des conséquences du redécoupage territorial pour l’avenir de l’Alsace.
Avec Éric Straumann, président du conseil départemental du Haut-Rhin, il s’engage à œuvrer pour que l’Alsace redevienne une réalité institutionnelle et politique. 
Le 3 février 2017, les conseils départementaux du Bas-Rhin et du Haut-Rhin réunis à Colmar adoptent à l’unanimité une motion affirmant solennellement la nécessité que l’Alsace retrouve une identité institutionnelle et politique, et annonçant la création d’une Assemblée territoriale d’Alsace,. Son combat pour le retour d'une institution alsacienne se poursuit avec Brigitte Klinkert élue à la présidence haut-rhinoise à la suite de la démission d'Eric Straumann pour non cumul des mandats, le 1er septembre 2017.
À la suite de la déclaration du Premier ministre Jean Castex à Colmar du 23 janvier 2021 affirmant qu'il n’a « jamais été convaincu par ces immenses régions, dont certaines ne répondent à aucune légitimité historique, et surtout ne me paraissent pas répondre aux besoins grandissants de nos concitoyens pour une action publique de proximité », il appelle au démembrement de la région Grand Est et au transfert de ses compétences à la nouvelle collectivité.
Le 3 août 2025, Frédéric Bierry réclame, pour l'alsace, le détachement de la région du Nord-est, et que l'Alsace devienne, une collectivité unique, départements, et région.

## Rapport social et politiques de solidarité
Le 5 octobre 2016, Frédéric Bierry présente devant l'Assemblée des départements de France un rapport sur l’avenir des politiques sociales des départements. 
Constatant que le modèle social français est obsolète et inadapté, il préconise un modèle social d’alternance qui repose sur cinq piliers fondamentaux : l'efficacité, la responsabilité, la dignité, la capacité à impliquer et la crédibilité.
Le rapport repose sur l’équilibre des droits et des devoirs, pour les citoyens mais aussi pour les acteurs publics. Il vise à mieux accompagner les bénéficiaires vers l’autonomie et donc la dignité, tout en les responsabilisant et en renforçant les procédures de lutte contre les fraudes. 
Le rapport considère que la complexité du modèle social actuel nuit à son efficacité. Il propose des mesures de simplification, notamment la fusion des dix minima sociaux en deux prestations, la simplification des démarches administratives et la mise en place d'un référent unique à chaque usager. 

## Mandats et fonctions

### Mandats locaux
- Président du Conseil départemental d'Alsace depuis 2021[25].
- décembre 2015 – décembre 2023 : Président de l'Agence de développement d'Alsace (ADIRA)[26],[27],[28]
- 2015 : Président bénévole de l'Agence territoriale d'Ingénierie Publique (ATIP)
- 2 avril 2015 - 31 décembre 2020 : Président du Conseil départemental du Bas-Rhin.
- 2011 : Vice-président du Conseil général du Bas-Rhin (élu PR du canton de Schirmeck), il préside la « commission des solidarités ».
- 2004 : Conseiller général du Bas-Rhin dans le canton de Schirmeck.
- juin 1995 - avril 2015 : Maire de Schirmeck
- 2 janvier 2021 : Président du CASIS 68 (conseil d’administration du service d’incendie et de secours du haut-rhin)

### Autres fonctions
- Depuis juin 2015 : président de la commission solidarité et affaires sociales de l'Assemblée des départements de France.
- Depuis le 30 novembre 2016 : vice-président de l'Agence nationale de l'habitat (ANAH)
- Président bénévole du conseil d’administration de la société d’économie mixte de la ville de Schirmeck (1995-2015)
- Membre de la commission de concertation sur la politique de la jeunesse mise en place par Martin Hirsch pour la rédaction d'un livre vert sur la jeunesse (2009)[29].